# ハードパンチャー はじめの一歩
『ハードパンチャー はじめの一歩』とは、タイトーが2001年に販売したゲームセンター向けのアーケードゲーム。筐体の打撃目標を殴ることで、その強さを測定するパンチングゲーム。森川ジョージ作の漫画およびアニメ『はじめの一歩』を題材としている。
なおここでは2002年にバージョンアップ版として販売された『ハードパンチャーはじめの一歩2 王者への挑戦』についても記述する。

## 概要
プレイヤーは、『はじめの一歩』の主人公である幕之内一歩になった設定でゲームスタート。最初に対戦キャラクターを選択する。対戦相手は作品内で一歩が戦った相手であり、それらは難易度別に並べられている。難易度が低い相手だと、ゲームクリアに必要とするパンチ力のノルマが少ない。逆に難易度が高い相手の場合はクリアに必要なスコアのノルマも高くなる。3発殴ってその合計スコアが、相手のノルマを超えた場合にゲームクリアとなる。逆にノルマを超えられなかった場合は、ゲームオーバーとなる。

## 前作との変更点
これまでタイトーが販売したパンチングマシンの主人公がソニックブラストマンであったのに対して、本作では『はじめの一歩』に登場するキャラクターを使用している。筐体の基本構造は前作『リアルパンチャー』とほぼ共通であるが、撮影機能はなくなった。

### 助走防止センサー
本作では助走する危険プレイを防止すべく、筐体に助走防止センサーが取り付けられた。数箇所ある助走防止センサーの作動範囲からプレイヤーが外に出るとゲームの進行が停止する。にもかかわらず殴ってしまうと、そのパンチスコアが無効になってしまう。

### スコアランキング
本作では一人プレイモード終了後に、1発最高スコアと3発合計スコアが表示され、それぞれ本日順位と歴代順位が表示される。また、スコアが本日・歴代順位の上位100位以内に入れば、ランキングに残り、ネーム入力が可能となり、自分の記録を残すことができる。本日記録は翌日には消えるが、歴代記録は翌日以降も残る。ゲームセンター側で歴代記録のリセットをしないかぎり、歴代順位は半永久的に表示され続ける。

#### スコアの自由閲覧
本作では、デモ画面にて筐体についている「決定」ボタンを押すことで、本日単発記録、本日3発合計記録、歴代単発記録、歴代3発合計記録の4種類を自由に閲覧することができる。

### 対戦モード
最大4人まで対戦できるが、ここで出したスコアはランキングには反映されない。

### ステージ
第1ステージ
スパーリング第2戦である幕之内一歩VS宮田一郎がモデル。
第2ステージ
デビュー戦である一歩VS小田裕介の一戦がモデル。
第3ステージ
一歩VS藤原義男の一戦がモデル。
第4ステージ
東日本新人王1回戦の一歩VSジェイソン尾妻の一戦がモデル。
第5ステージ
東日本新人王2回戦の一歩VS小橋健太の一戦がモデル。
第6ステージ
東日本新人王準決勝の一歩VS速水龍一の一戦がモデル。
第7ステージ
東日本新人王決勝の一歩VS間柴了の一戦がモデル。

## ハードパンチャーはじめの一歩2 王者への挑戦
ゲーム概要、および基本システムは『ハードパンチャー はじめの一歩』（以下、前作）も『ハードパンチャーはじめの一歩2 王者への挑戦』も共通。相違点としては対戦相手選択の際に選べるキャラクターが異なっている。前作では、全日本新人王戦決勝の相手である間柴了までに一歩が戦ってきた相手が対戦相手として選択できる。『ハードパンチャーはじめの一歩2 王者への挑戦』では、原作でいう間柴了との戦いから、日本王者である伊達英二との戦いまでに一歩が戦った相手が対戦相手として選択できる。
なお筐体の色は、前作が黒色で、『ハードパンチャーはじめの一歩2 王者への挑戦』は黄色である。しかし前作から内部ソフトを変更しバージョンアップした、『ハードパンチャーはじめの一歩2 王者への挑戦』は筐体の色は黒のままである。つまり同じ『はじめの一歩2』でも最初から『ハードパンチャーはじめの一歩2 王者への挑戦』としてリリースされたのが黄色、前作をバージョンアップさせたものは黒色と判別することができる。なおゲーム内容はどちらの場合も変化はない。

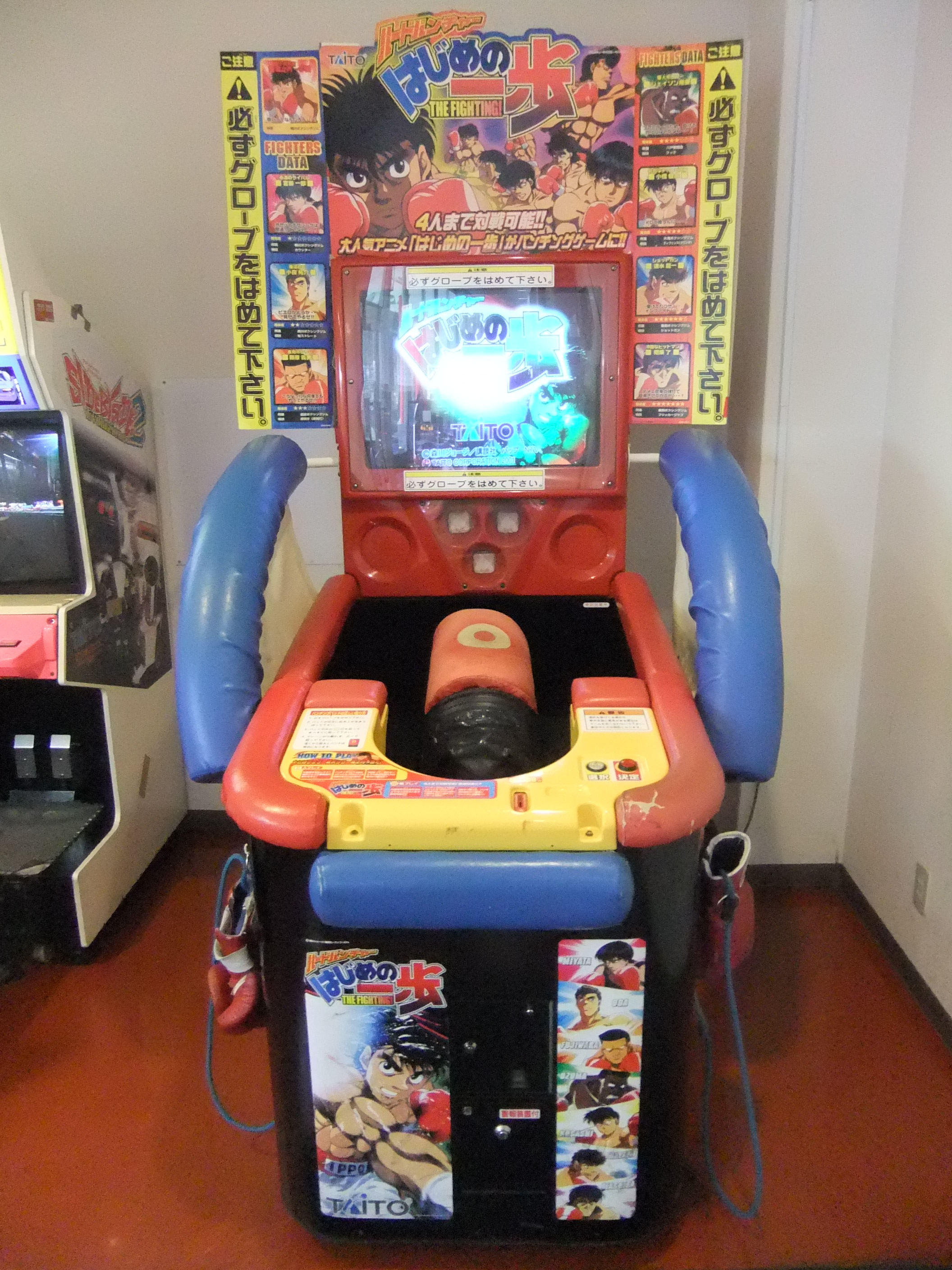
ハードパンチャーはじめの一歩筺体
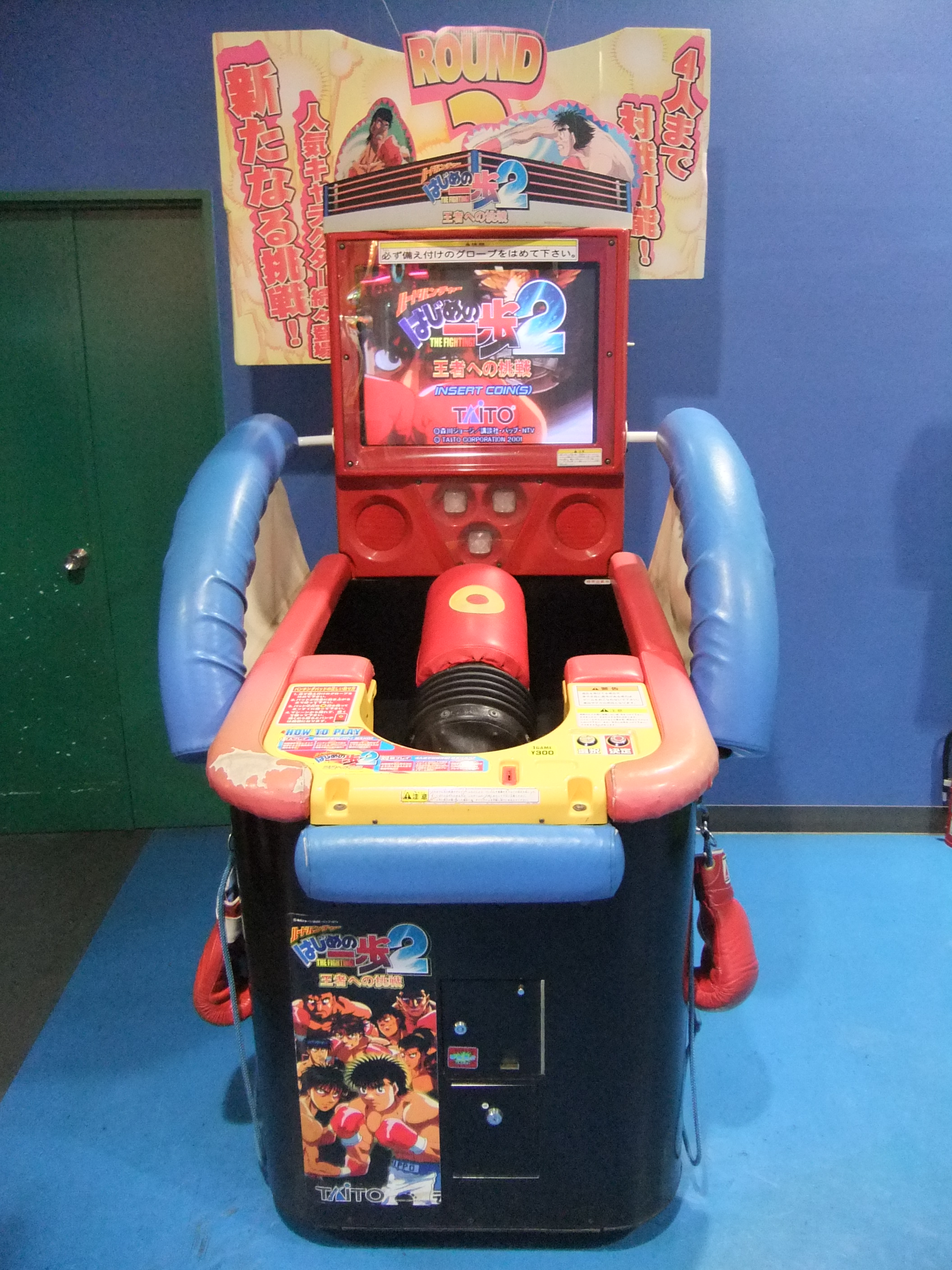
ハードパンチャーはじめの一歩2(黒)筺体
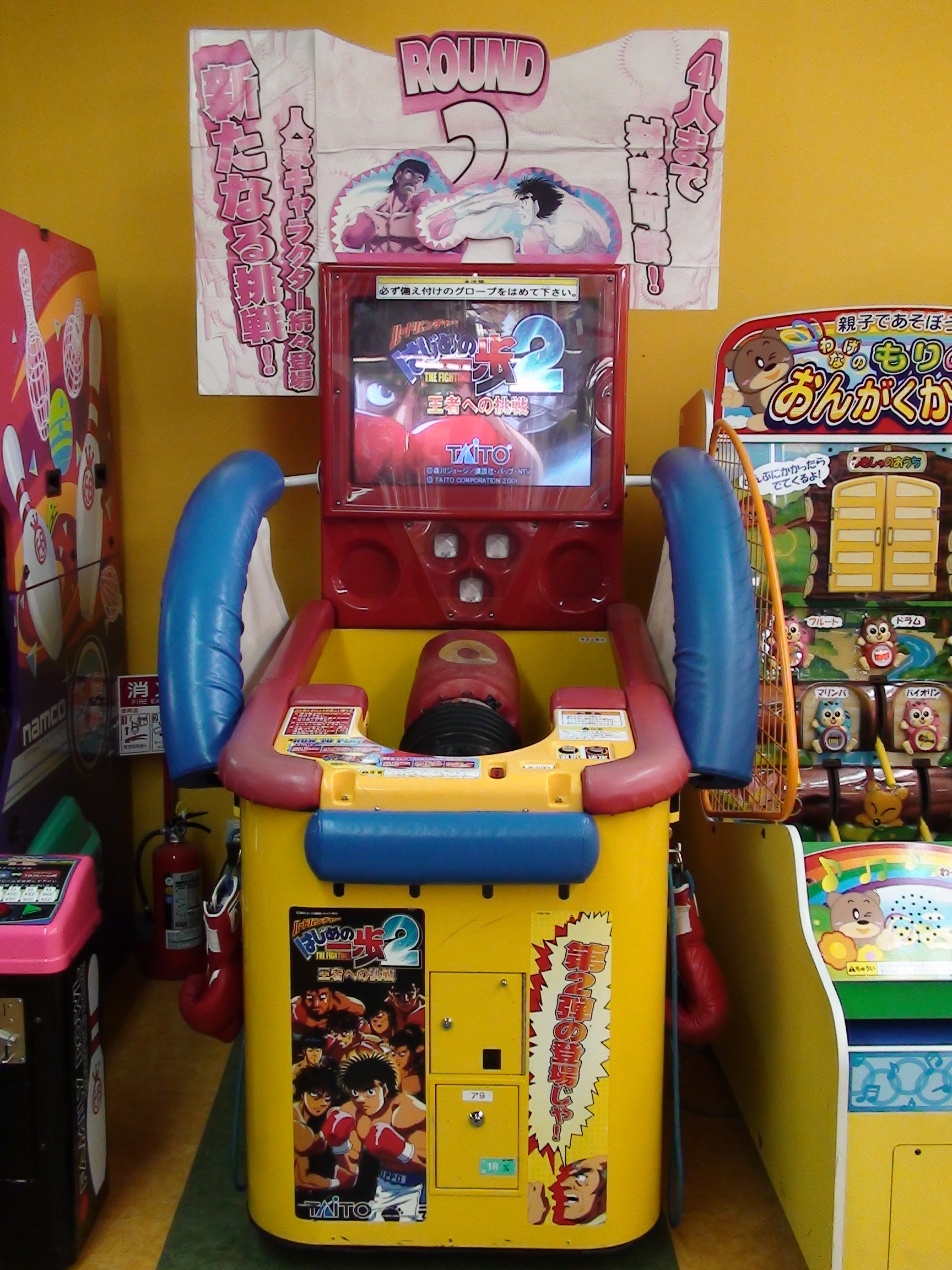
ハードパンチャーはじめの一歩2(黄色)筺体

### ステージ
第1ステージ
東日本新人王決定戦準決勝の宮田一郎VS間柴了の一戦がモデル。唯一、主人公が一歩ではない。
勝てば原作とは異なり、宮田が間柴を下し客席の一歩に向け挑戦するシーンで終わる。
第2ステージ
東日本新人王決定戦決勝の一歩VS間柴の一戦がモデル。
第3ステージ
全日本新人王決定戦の一歩VS千堂武士の一戦がモデル。
第4ステージ
一歩VS沖田佳吾の一戦がモデル。
第5ステージ
A級ボクサー賞金トーナメント1回戦の一歩VS冴木卓麻の一戦がモデル。
第6ステージ
A級ボクサー賞金トーナメント決勝の一歩VSヴォルグ・ザンギエフの一戦がモデル。
第7ステージ
最終ステージ。一歩がフェザー級チャンピオン・伊達英二に挑む。
勝てば一歩がチャンピオンとなる。

## 全国ランキング
本作では発売開始と共にインターネットスコアランキングが開始された。これは本日記録のうち、単発もしくは3発合計値のいずれかが上位10位以内に入賞し場合、ゲーム終了後にエントリー画面が表示されていた。プレイヤーはここで表示されるスコアとパスワードを、当時開設されていたタイトーのウェブサイト、ハードパンチャーはじめの一歩公式サイトにアクセスし、所定の入力を行うことでインターネットランキングにエントリーをすることができた。実施期間は2001年7月から2002年7月31日までの約1年間であった。なお終了時点でのタイトー公式ランキングの1位は1発最高記録が861.623であり、3発合計が2035.724であった。